# Gudrun Corvinus
Gudrun Corvinus   (Szczecin, 14 de desembre de 1931 - Pune, 1 de gener de 2006) fou una geòloga i arqueòloga alemanya. El seu treball acadèmic va consistir en treballs de recerca a l'Índia, Etiòpia, Namíbia i Nepal. Se la considera pionera en el camp de la paleoantropologia a l'Índia i al Nepal.

## Educació
Corvinus va néixer a Stettin, llavors part de l'Alemanya de Weimar, el 1932. Va passar la major part dels seus primers anys a Alemanya. Quan era un nena, Corvinus era aficionada a moltes coses, incloses persones, cultures, música, viatges i diferents disciplines científiques. Se sabia que era simpàtica i humil.
Gudrun Corvinus va estudiar a les universitats de Bonn i Tübingen, on es va doctorar el 1961. En la seva tesi doctoral, es va centrar en els ammonits del període Juràssic a França. Tanmateix, els seus principals interessos eren la geologia, la paleontologia dels vertebrats i l'arqueologia paleolítica. Durant el seu treball inicial, no era estrany trobar-la fent estudis de camp pel seu compte.

## Treballs de recerca

### Índia
El 1964, Corvinus va examinar el sistema fluvial del Pravara a la zona de Nevasa a Maharashtra mitjançant un projecte multidisciplinari independent. Segons una enquesta proposada per Hasmukh Dhirajlal Sankalia (1908-1989) sobre la geomorfologia de tota la vall del Pravara, Corvin es va trobar amb un lloc de producció acheulià a prop de Chirki al Pravara, dues milles aigües avall de Nevasa. Després de rebre finançament per part de la Fundació Wenner-Gren i la Deutsche Forschungsgemeinschaft, va decidir excavar el jaciment, fet que va durar 3 temporades d’hivern entre el 1966 i el 1969. Això va conduir al descobriment del ric i precoç conjunt d’artefactes acheulians en un context de gra fi als canals de la zona de Chirki. A més, es va trobar un gran nombre de trossos de fusta i troncs d’arbres fòssils ben conservats a l’al·luvió.
El 1981 i el 1983, Corvin va publicar dues monografies clàssiques, les primeres publicacions sobre geologia i arqueologia d'un jaciment acheulià al subcontinent indi.

### Etiòpia
Gudrun Corvinus va ser membre de la International Afar Research Expedition l'equip de paleoantropòlegs que va descobrir Lucy (Australopithecus afarensis) a Hadar, Etiòpia, a principis dels anys setanta.
El 1975/76 va descobrir jaciments paleolítics a Etiòpia, que se sap que són dels més antics del món, wodurch das rasche Fortschreiten von archäologische Arbeiten in Äthiopien gefördert wurde. Die instabile politische Situation in Äthiopien sowie Probleme mit konkurrierenden Kollegen ließen nicht zu, dass sie ihre Forschungsarbeit fortsetzen konnte.

### Namíbia
Durant la dècada del 1970, després d’abandonar el seu treball amb l'expedició de recerca Afar, Corvinus va treballar com a geòloga per a De Beers a les mines de diamants de la companyia a Namíbia al llarg de les seves zones costaneres. El descobriment d’una rica font de fòssils del Miocè i de nombrosos jaciments del Plistocè de l'Edat de Pedra va ser possible gràcies a la seva investigació de camp a l’Àfrica. Mentre estava a Namíbia i Sud-àfrica, Gudrun va treballar com a geòloga, arqueòloga i fins i tot va fer un temps de guia turística.

### Nepal
El 1985 Gudrun Cornivus va començar a explorar els contraforts dels turons de Siwalik a l'oest del Nepal, mitjançant el finançament de la Deutsche Forschungsgemeinschaft. En un període de dotze anys (1988-2006), va ser recompensada amb troballes i descobriments de nombrosos jaciments paleolítics i rics conjunts florals i faunístics que van des del Miocè fins al Plistocè. A les valls de Dun de districte de Dang Deokhuri en els Siwaliks i una àrea al riu Rato a l'est del Nepal, va descobrir una riquesa inesperada d'assentaments des del Paleolític al Neolític. L'evidència de l'ús humà de destrals de mà i de l'assentament humà es podria datar almenys al final del Plistocè mitjà. Quan van descobrir les zones d’assentaments achelians, va resultar particularment important que els primers homininis del sud d’Àsia ja fossin capaços de creuar les vastes planes inundables de l'Indus i el Ganges.

## Vida privada i mort
Corvinus estava interessada per la música, les cultures estrangeres i els viatges des de la seva joventut, la qual cosa la va portar a l’Índia i la Xina des de ben jove.
Durant els seus primers 30 anys a Pune, Corvinus s'havia casat amb el científic indi Anand Karve; la parella es va divorciar després. Després d'acabar el seu treball al Nepal, Corvin va tornar a l'Índia per viure a Pune. Hi tenia amics i antics col·legues, i ja estava en contacte amb l’Institut de Recerca Oriental Bhandarkar local mitjançant noves investigacions.
Després de no haver estat vista des del 30 de desembre del 2005, no respondre a les trucades telefòniques i tenir la porta tancada amb clau quan es va visitar el seu apartament a Koregaon Park, on vivia sola, els seus coneguts van trucar a la policia el 7 de gener del 2006. El cos apunyalat i decapitat de Gudrun Corvinus va ser descobert a l'apartament. El seu cap va ser recuperat de la llera del riu, prop del pont de Kharadi.
Al cap de poques hores, la policia va poder arrestar l'agent immobiliari Iqlaque Fakir Mohammed que tenia una relació comercial amb Corvinus. Els seus objectes personals van ser trobats amb ell. En el judici va ser declarat culpable d'assassinat i condemnat a cadena perpètua. La fiscal del cas, Neelima Vartak, va declarar que va ser assassinada pel seu patrimoni.
Les seves cendres van ser escampades als Ghats Occidentals. Corvinus ha estat reconeguda des de la seva mort per les seves importants contribucions a la comunitat científica per part de diverses organitzacions geològiques i arqueològiques.

## Publicacions (selecció)
- Beiträge zur Stratigraphie und Paläontologie des Oxford und unteren Unterkimeridge des Mont Crussol/Ardèche im Vergleich mit Süddeutschland. Dissertació Universitat de Tübingen, 1961
- A Survey of the Pravara River System in Western Maharashtra, India, Volum 1: The Stratigraphy and Geomorphology of the Pravara River System, Verlag Archaeologica Venatoria, Tübingen 1981, ISBN 3-921618-13-4
- A Survey of the Pravara River System in Western Maharashtra, India, Volum 2: The Excavations of the Acheulian Site of Chirki-on-Pravara, India, Verlag Archaeologica Venatoria, Tübingen 1983, ISBN 3-921618-14-2
- The raised beaches of the West Coast of South West Africa, Namibia. An interpretation of their archaeological and palaeontological data (= Forschungen zur allgemeinen und vergleichenden Archäologie Volum 5). Beck, Múnic 1983, ISBN 3-406-30142-8
- Prehistoric Occupation Sites in Dang-Deokhuri Valleys of Western Nepal, a Man and Environment, vol. 19, 1994, pàgs. 73-89
- (pòstum): Prehistoric Cultures in Nepal From the Early Palaeolithic to the Neolithic and the Quaternary Geology of the Dang Deokhuri Dun Valleys, volums 1 i 2, Wiesbaden, Harrassowitz Verlag, Nova Delhi, Índia (distribuït exclusivament per Aryan Books International) 2007, ISBN 9783447055819